# Fortunée Hamelin
Pour les articles homonymes, voir Hamelin.
Fortunée Hamelin, dite Madame Hamelin, née Jeanne Geneviève Fortunée Lormier-Lagrave, sur l'île de Saint-Domingue, le 25 mars 1776 et morte à Paris le 29 avril 1851, est une femme d'esprit que l'on classe au nombre de celles que l'on nomma les Merveilleuses du Directoire.
Si elle n'a pas bénéficié de la célébrité d'une Madame Tallien ou d'une Madame Récamier, cette amie de Joséphine de Beauharnais, créole comme elle, fut une femme hors du commun. Par son intelligence encore plus que par sa beauté, elle a séduit et influencé plus d'un éminent personnage, de Bonaparte à Louis-Napoléon, de Talleyrand au duc de Choiseul, ou de Chateaubriand à Victor Hugo. Elle a côtoyé — depuis la Révolution jusqu'au Second Empire naissant — tout ce que la France a compté de personnalités politiques, militaires, littéraires et artistiques.
Son corps, d’abord inhumé à Paris au cimetière Montmartre, sera rapidement transféré au cimetière du Père-Lachaise dans le caveau créé pour sa fille, situé encore aujourd'hui chemin Talma, dans la 11e division.
Le portrait de Fortunée représentée par Appiani est aujourd'hui le seul tableau conservé de celle qui passa dans la postérité comme étant le « plus grand polisson de France ».

## Biographie

### Enfance à Saint-Domingue: la «mole vie»

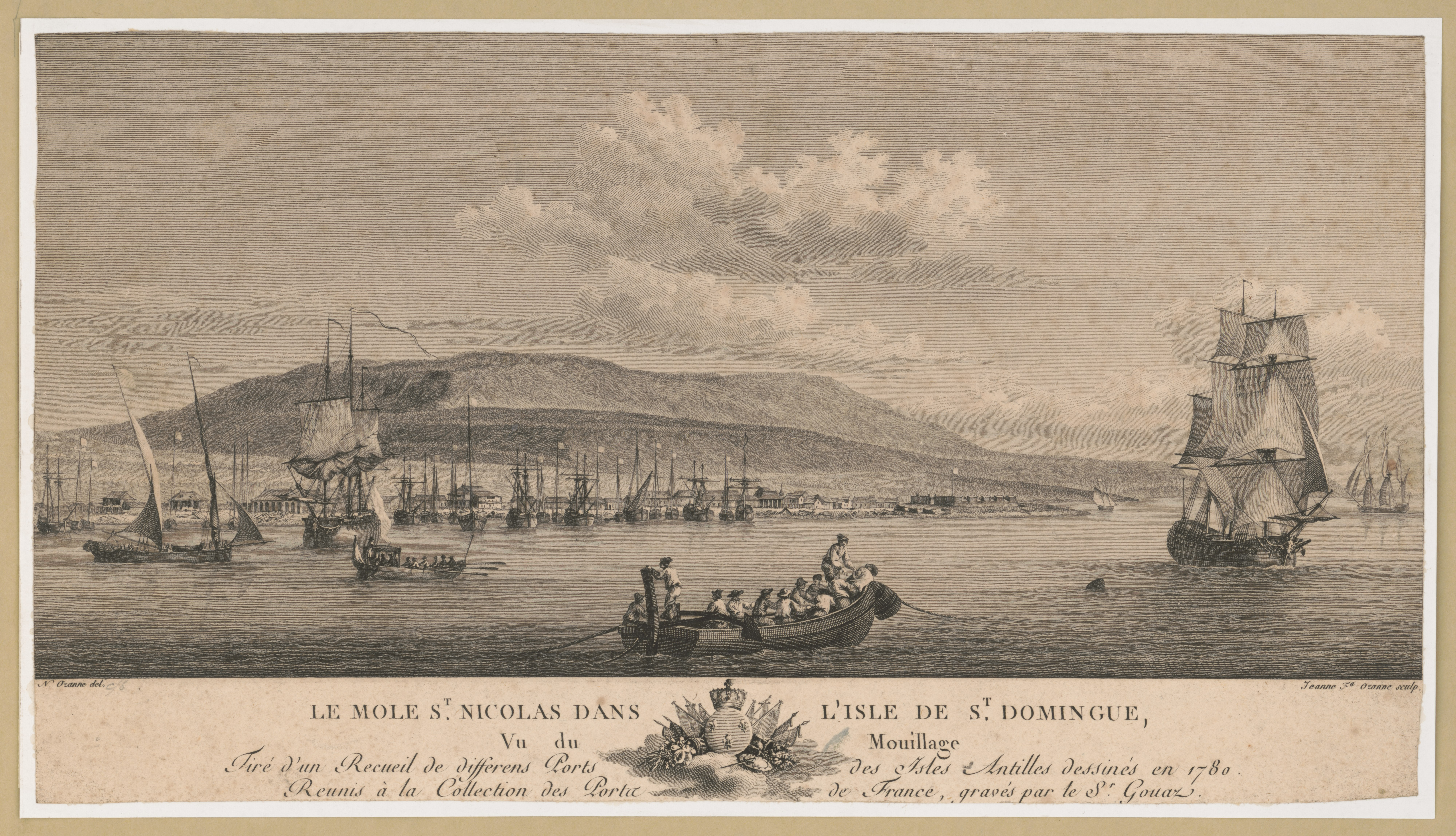
Le mole Saint-Nicolas dans l'île de Saint-Domingue en 1780

À la fin du XVIIIe siècle, pour la métropole l'isle et coste de Saint-Domingue sont synonymes de colonies. Les parents de Fortunée, les Lormier Lagrave en tant que notables et riches planteurs de canne à sucre y sont considérés[réf. nécessaire]. Son père, Jean Lormier Lagrave, procureur du roi est affilié au Club Massiac, véritable lobby luttant contre la Société des amis des Noirs. Ils résident à Maribaroux, paroisse de Notre-Dame de L'Assomption d'Ouanaminthe, juridiction de Fort Dauphin dépendant du Cap Français. C'est là que Jeanne-Geneviève-Fortunée Lormier-Lagrave, plus connue sous le nom de Fortunée Hamelin, naquit en 1776.
Sur cette naissance plane un certain mystère. Si le père de Fortunée eut bien une petite Jeanne-Geneviève née en 1778 avec son épouse légitime Geneviève Prévost, une autre petite Jeanne-Geneviève née en 1776 fut baptisée des mêmes prénoms le même jour que la précédente dans la même église par le frère Onésime, curé de paroisse. Il s'agirait de la fille illégitime que Jean Lormier Lagrave aurait eue de Marie-Madeleine, dite Chambée, mulâtresse libre.

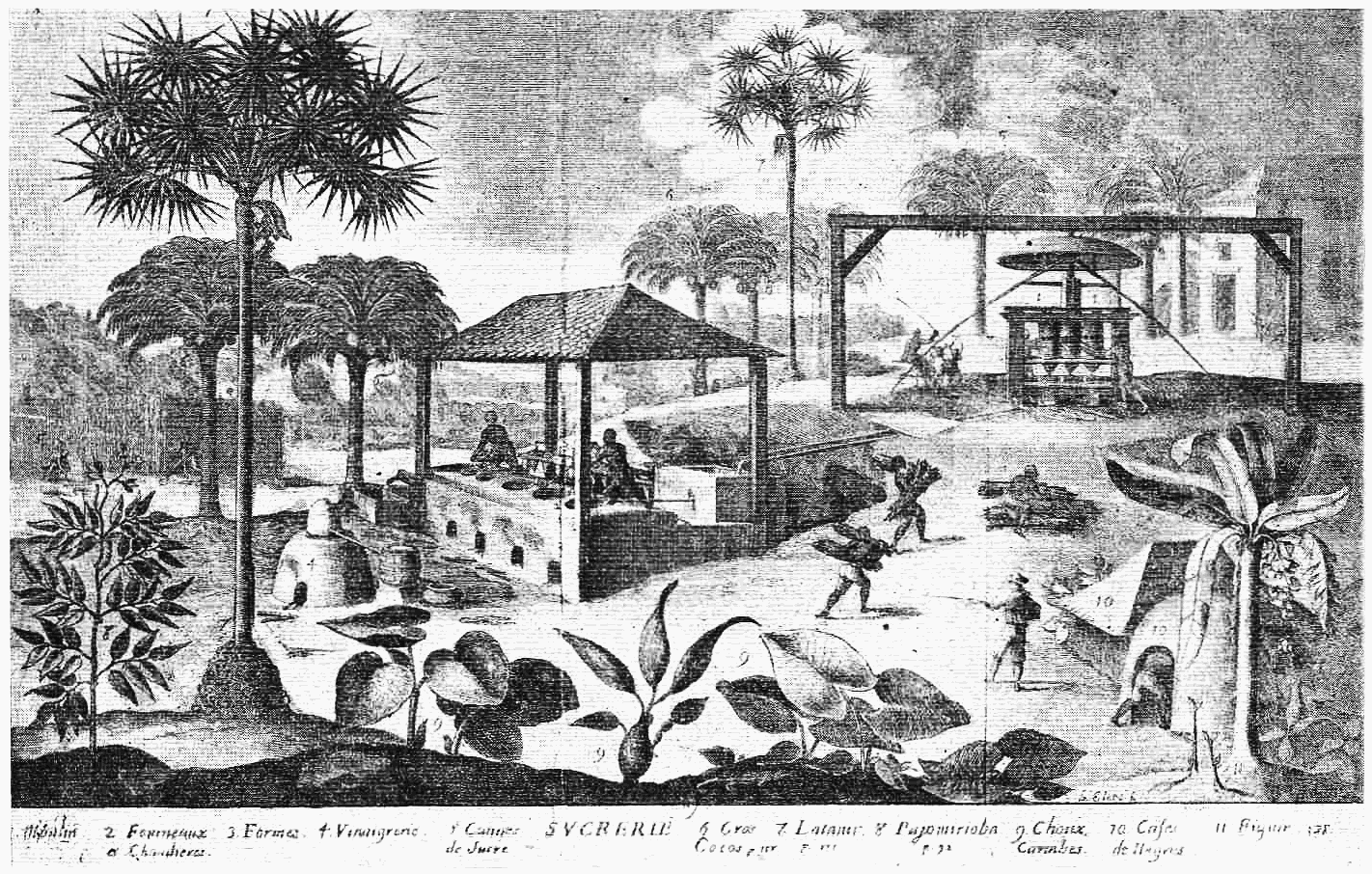
Une sucrerie à Saint-Domingue à la fin du XVIIIe siècle

Peut-on faire l'hypothèse que la petite fille légitime morte en bas âge ait été remplacée par son aînée ? Certaines descriptions physiques plus tardives de Madame Hamelin iraient dans ce sens.
Un second enfant naîtra de cette union. Il s'agit d'un petit garçon baptisé Jean Baptiste[réf. souhaitée]. Il mourra à l'âge de deux ans, le 26 novembre 1781, laissant la petite Fortunée fille unique.
La famille de son père tenait ses racines à Nérac en Lot-et-Garonne, quant à sa famille maternelle, les Prévost, ils étaient issus d’une famille de magistrats avocats[Quoi ?] au Parlement de Paris qui après quelques revers financiers tentèrent leur chance à Saint-Domingue.
La jeune Fortunée sera élevée sur la plantation de Maribaroux jusqu’à l’âge de onze ans. De son enfance passée à Saint-Domingue, elle acquiert cette « douce langueur et vivacité piquante » typiquement créole qui marquera profondément son caractère. Elle s'y référera souvent jusqu'à sa mort : « J'ai toujours rêvé à mon pauvre Saint-Domingue »

### Arrivée en France métropolitaine et mariage de raison
En 1788, le père de Fortunée décida de l'envoyer en France en compagnie de sa mère dans l’idée de marier rapidement sa fille à un homme riche et bien né, projet difficilement réalisable sur l’île de Saint-Domingue où les prétendants n’étaient pas légion. Après une première étape à Bordeaux, la plus importante base métropolitaine de commerce du colon sucrier d'alors, puis une cure de « balnéation » dans la station thermale pyrénéenne de Cauterets, elles arrivent finalement toutes deux à Paris en 1790.
La jeune Fortunée fut très rapidement placée dans une pension religieuse afin de soigner son éducation. On lui apprit les rudiments de vie essentiels aux jeunes aristocrates de l’époque : la lecture, la broderie, mais Fortunée se révéla dans l’amour de la lecture et son sens de la conversation. Très vite, Fortunée détesta cette vie confinée : fille des îles, elle regrettait Saint-Domingue où elle avait pu vivre son goût prononcé pour la nature et donner libre cours à son envie de liberté.
À Paris, l'adolescente étouffait et se sentait prisonnière. Sa mère Geneviève Prévost ayant eu pour instruction de son époux de marier la jeune fille vite et bien, la seule échappatoire possible s'imposa peu à peu à Fortunée : accepter au plus vite le premier prétendant que sa mère allait lui présenter. [réf. souhaitée]
Le choix de la mère se porta rapidement sur un cousin de la famille, fils de fermier général, le très riche Antoine-Romain Hamelin (9 octobre 1770 - 26 septembre 1855). Il avait sept ans de plus que Fortunée, mais possédait une fortune solide. De plus, la Révolution française qui venait d’éclater ne le menaçait en rien. Il devint fournisseur général aux Armées de la République avec un bel avenir devant lui. Il était aussi receveur général de Tours et du Berry.
C’est ainsi que Fortunée Lormier Lagrave épousa, à l’âge de quatorze ans, Romain Hamelin, alors âgé de vingt-deux ans. Le mariage eut lieu à Paris le 10 juillet 1792 : ce n’est pas un mariage d’amour pour Fortunée, mais il lui permet de se libérer de la tutelle de sa mère.
Son jeune époux la décrit alors ainsi : « La jeune Fortunée était une petite créature toute particulière, avec une grosse tête et une taille carrée, elle était pétrie de grâces. Brune, jusqu'au point de faire douter de la pureté de son sang, les plus beaux cheveux du monde, une grande bouche mais bien fraîche et toujours en train de rire. Avec tout cela, brise-raison, ignorante, spirituelle, douée de dispositions singulières pour la danse et la musique. »
Quant à son père, il meurt dans un naufrage en 1794 alors qu’il voyageait sur un navire faisant route vers l’Amérique. La mort de son père lui permet d’hériter d’un petit hôtel rue d'Hauteville à Paris, le futur hôtel Bourrienne, qui sera le lieu de son premier salon fréquenté dès la chute de Robespierre par Barras et Fouché.

### Le Directoire et le Consulat: la «jolie laide» devient «le plus grand polisson de France»

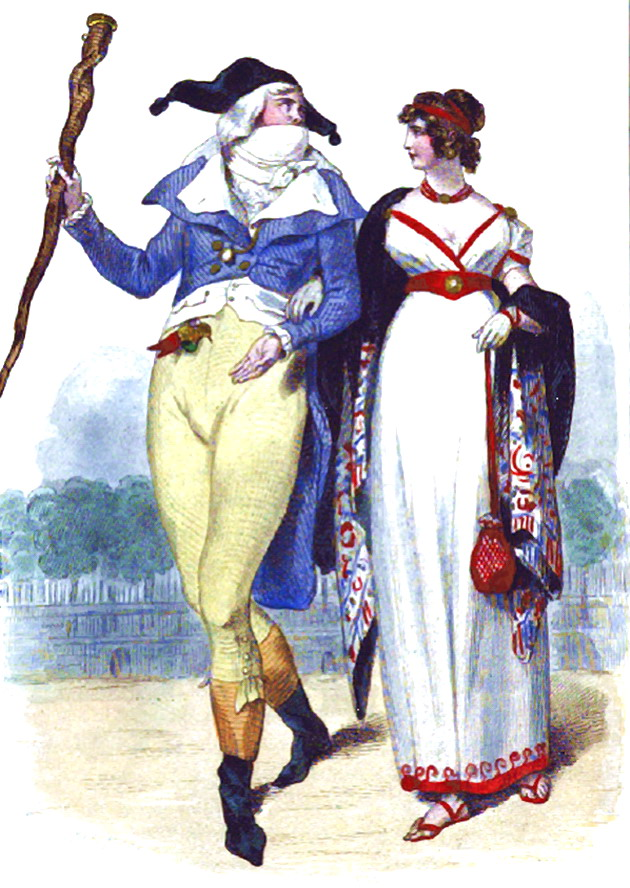
Incroyables et Merveilleuses en 1797

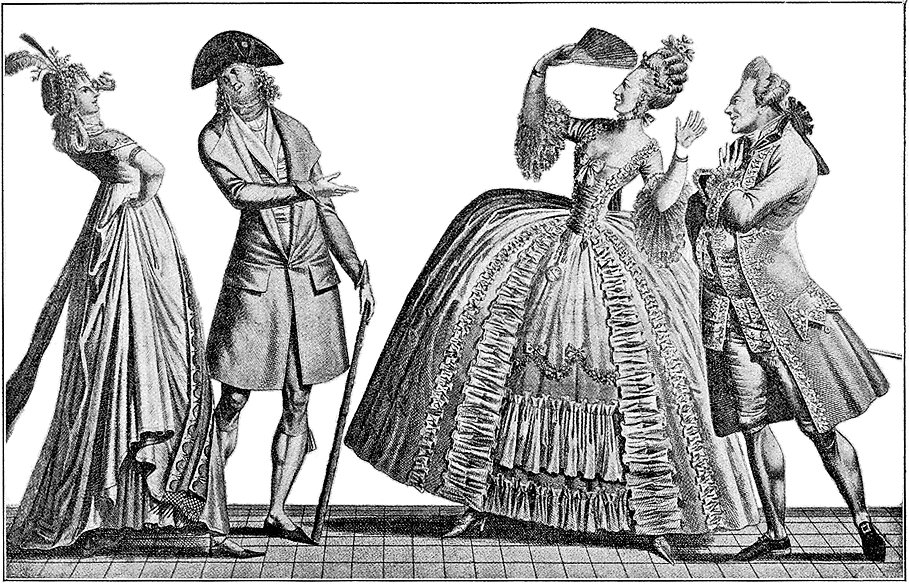
Caricature du choc qu'induit la mode apparue dès le Directoire

Le 27 juillet 1794, la chute de Robespierre marqua le début de la réaction thermidorienne. Dès le lendemain de sa mort sur l’échafaud, on vit reparaître les carrosses ; il y eut de nouveau des maîtres et des domestiques. Quand la loi du maximum fut abolie, et surtout, quand le Directoire eut succédé à la Convention, les magasins se signalèrent par leurs étalages,. La jeune Fortunée Hamelin se retrouva rapidement mêlée à une foule de Parisiens, sortis des prisons, revenus d’exil ou tout simplement soulagés de voir la fin de la Terreur, se jetant avec frénésie dans tous les plaisirs qui leur ont été refusés pendant des années, afin de se libérer de la peur qu’ils ont vécue en craignant les arrestations et la mort par la guillotine.

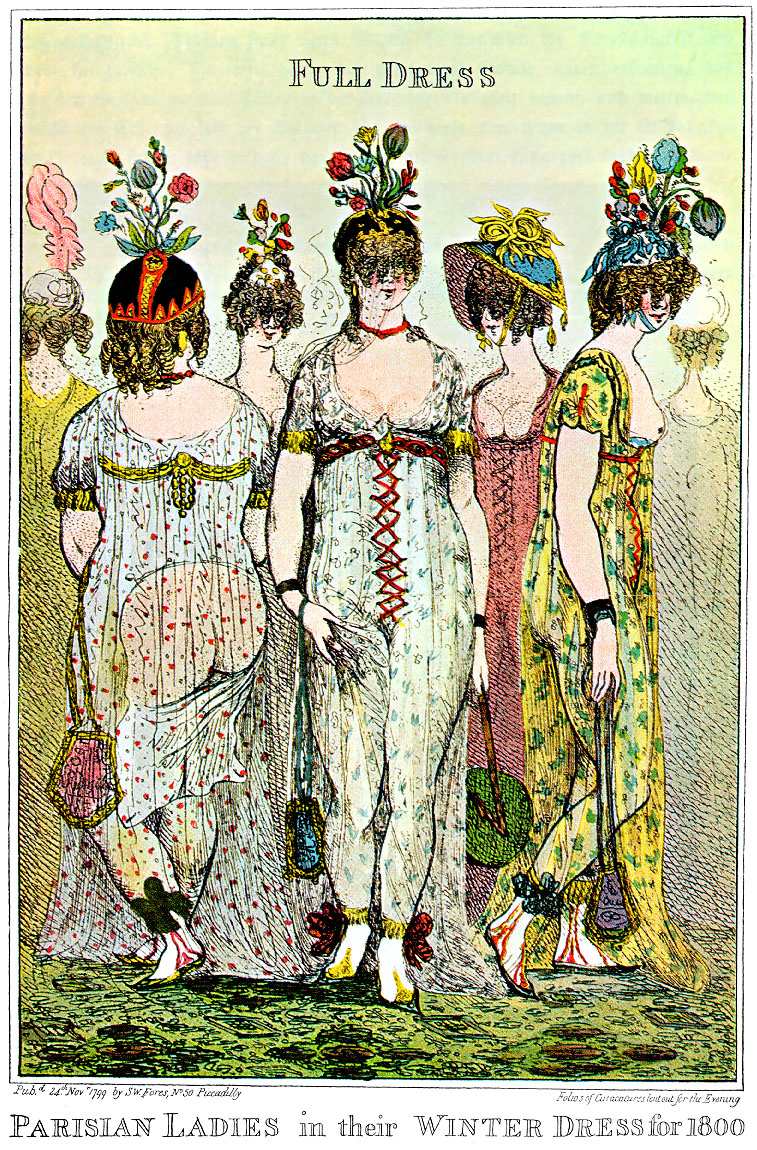
Merveilleuses en costume d’hiver pour 1799. Caricature anglaise de Isaac Cruikshank.

Les jeunes hommes et les jeunes femmes se lancèrent dans une mode insensée caractérisée par sa dissipation et ses extravagances, qui donnera naissance aux sobriquets des « merveilleuses » et des « Incroyables ». Les élégantes décrétèrent que seule la mode à la grecque et à l'Antiquité païenne était supportable. Il y eut des tuniques « à la Cérès » et « à la Minerve », des redingotes « à la Galathée », des robes « à la Flore », « à la Diane », « à l’Omphale ». Adieu le bonnet rouge et la carmagnole des années-révolution, et bonjour aux mousselines transparentes que les dames portaient sur un maillot de chair très suggestif. Elles prétendirent s’habiller ou plutôt se déshabiller à la grecque ou à la romaine.
Les plus jolies femmes de Paris participèrent avec frénésie à cette mode. Les plus acharnées étaient un trio de jolies femmes : la martiniquaise Joséphine de Beauharnais, l'espagnole Madame Tallien et la coquette Juliette Récamier, auxquelles se joignit l'exotique créole Madame Hamelin, laquelle poussa le plus loin l’audace dans la nouveauté,.

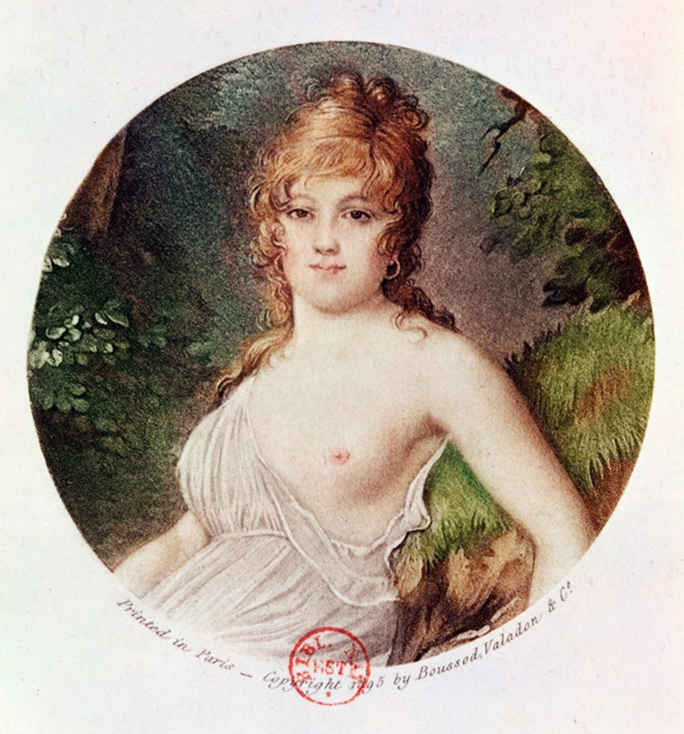
Madame Tallien en 1795 par Jean-Baptiste Isabey.
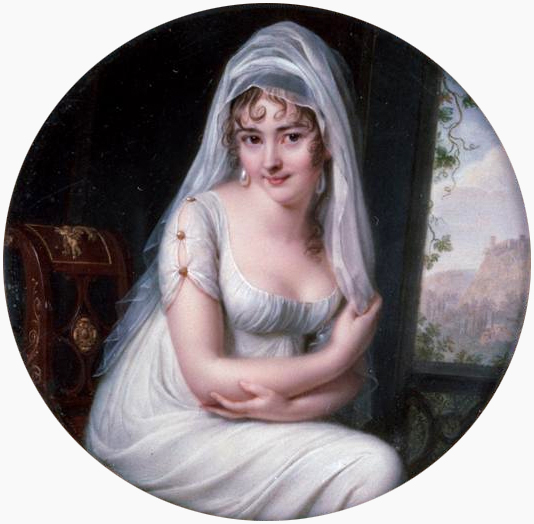
Madame Récamier, par Jean-Baptiste Augustin en 1801.
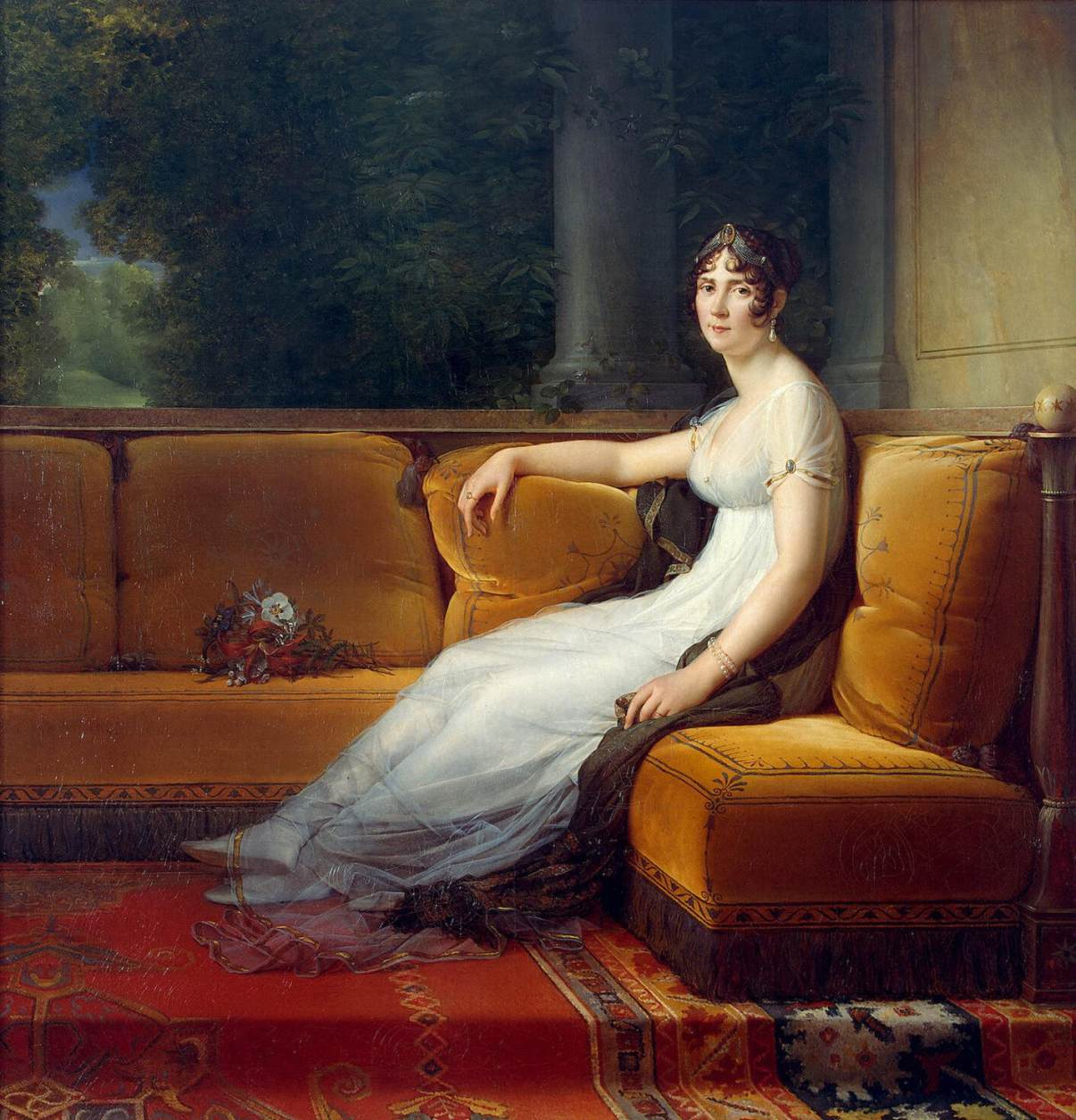
Joséphine de Beauharnais par François Gérard 1801.

Elle côtoiera ses trois femmes qui furent ses rivales, ou ses amies : l’amie ce sera la veuve Beauharnais (qui lui prendra Bonaparte pour l’épouser), l'ennemie ce sera Madame Tallien (« Notre-Dame de Thermidor ») à qui Fortunée succédera dans le lit de l’amant de celle-ci, le baron Ouvrard, et la rivale ce sera Madame Récamier (qui lui soufflera Chateaubriand, l’un de ses derniers amants). Le beau Directeur Barras, lui, passait de l'une à l'autre avec une désinvolture consommée.
C'est ainsi que Fortunée Hamelin créera la sensation un soir de messidor an V (juin 1797), en se promenant sur les Champs-Élysées en compagnie d'une autre vedette du moment (Madame Tallien ?) « vêtue d’un simple chiffon de gaze de couleur chair », une robe transparente fendue jusqu'aux hanches retenue par une simple ceinture et ne dissimulant plus rien de ses seins pommelés.
La presse rendit compte de l'incident :

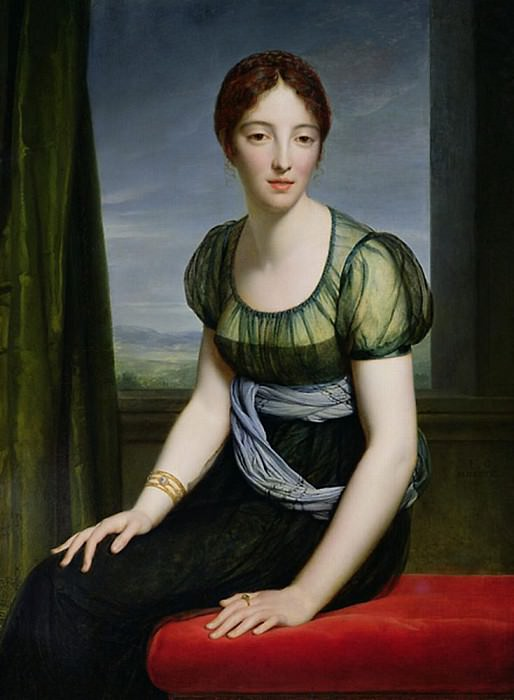
Laure Regnaud de Saint-Jean d'Angély par François Gérard en 1798 (amie fidèle de Fortunée)

« Deux jeunes femmes descendent d’un joli cabriolet, l’une mise décemment, l’autre les bras et la gorge nus, avec une seule jupe de gaze sur un pantalon couleur de chair. Elles n’ont pas fait deux pas qu’elles sont entourées et pressées. La femme à demi nue est insultée, l’un tire sa jupe, l’autre la regarde sous le nez ; un troisième lui fait un mauvais compliment. Enfin, comme nous sommes très pudibonds, personne ne put voir sans indignation l’indécente tournure de cette dame de la « Nouvelle-France ». Un honnête homme lui offrit son bras pour la tirer de la foule et la reconduire à sa voiture où l’on ne voulait pas la laisser monter. Il fallut invoquer la force publique ; et le cabriolet partit au bruit des huées des spectateurs. ». Pour fuir le scandale de cette déambulation en « nudité gazée », son mari l’emmènera avec lui en Italie où arrivée à Milan, elle mettra au monde son premier enfant, un fils, prénommé Édouard, le 20 juillet 1797. C'est lors de ce séjour qu'elle fit la connaissance de Joséphine de Beauharnais et Laure Regnaud de Saint-Jean d'Angély qui devint sa plus fidèle amie.
Un an plus tard, en 1798, elle donnera naissance à sa fille Léontine. Puis, estimant qu’elle avait bien rempli son devoir de femme mariée, elle commencera à vivre pour elle-même et, encouragée par son amie Joséphine de Beauharnais (créole comme elle), elle commencera à collectionner les amants.
Le charme exotique de cette « créole au teint trop bisque » enchantait alors le tout-Paris : « Elle avait le teint très brun, des lèvres rouges et charnues, des dents blanches et pointues, des cheveux noirs magnifiques, une taille de nymphe, un pied d’enfant et une grâce extraordinaire qui la rendait presque l'égale des beautés du jour (sic) qu'elle surpassait en élégance personnelle ». « Certes, ce petit polisson ne pouvait passer pour Jolie mais il avait une gentillesse si émoustillante : sa laideur même était une séduction. De ses yeux noirs, grands et pailletés d'or se dégageait un charme capiteux, toute une griserie sensuelle. Sa taille menue et bien cambrée, sa démarche onduleuse et provocante, la façon alanguie dont la fluette poupée dansait la gavotte, causaient aux autres de jalouses fureurs ». Fortunée possédait un goût très sûr sur la mode et régnait en déesse de la valse telle une incarnation de Terpsichore, ce qui lui permit de devenir bientôt la reine de Paris.
Pourtant, en tant que femme de couleur, elle eut à souffrir du racisme de certains. « Les uns accusèrent la belle dame de répandre sur son passage des miasmes de négresse ; d'autres prétendirent qu'elle ressemblait à un mamelouk ». [réf. souhaitée] Le comte Charles Clary-et-Aldringen, un diplomate autrichien, la décrira ainsi à sa sœur le 23 avril 1810 : « Elle est petite, noire, grasse avec une grosse tête et un nez de nègre ». De même la comtesse Divoff, épouse d'un diplomate russe, au cours d'un bal en 1802 : « Elle est grasse, noire et laide et n'a pas bonne réputation ». Tandis que le général Thiébault n'apprécie pas « sa couleur, ses cheveux crépus, son fumet… ».
Si la beauté physique toute créole de Fortunée Hamelin était ainsi parfois contestée, tous s'accordait volontiers à la qualifier de « Jolie laide ». De plus, malgré son statut de femme mariée d'avec Romain Hamelin et son apparence candide, sa liberté sexuelle la fit surnommer bien vite de « plus grand polisson de France »,.
Évidemment, cette liberté provoquera la rupture de son couple et en 1804 elle se séparera de son époux.

### Le Premier Empire: entre passions tapageuses et intrigues politiques

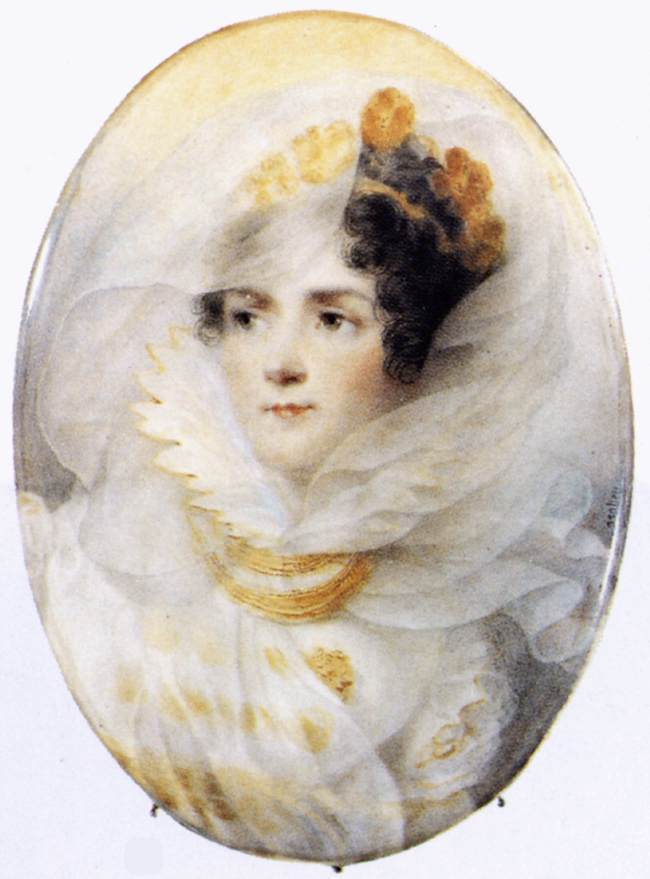
Joséphine devenue impératrice
par Jean-Baptiste Isabey en 1808 (amie de Fortunée)

Si au début de l'Empire, Madame Hamelin est encore présente et souvent adulée, elle va peu à peu être exclue du premier cercle du pouvoir… Par ses extravagances qui choquaient la grande majorité de la population attachée aux mœurs traditionnelles, Fortunée et ses amies scandalisait. Napoléon le comprit très vite et craignant qu'elle ne donna « un ton fâcheux » à son entourage, il ne toléra plus les débordements du Directoire. [réf. souhaitée] Il interdit même à Joséphine de fréquenter certaines de ses amies. Si Madame Tallien en fit les frais, Fortunée, elle, fut simplement mise au ban pour un temps… [réf. souhaitée]
Malgré ce jugement cruel porté sur elle, Madame Hamelin décide de ne garder aucune rancune contre le héros qu'elle admire. C'est ainsi qu'au retour d’Italie, elle accueille avec empressement Bonaparte dans son salon (qu’elle venait de créer et qui recevait la crème des hommes influents du Directoire) en l’apostrophant gentiment lors d'un de ses retards : « on voit assez que l’on ne se bat pas ici, général, vous vous y faites attendre »…
Grâce à l’amitié de la future impératrice Joséphine, on recommença à se bousculer chez la belle Mme Hamelin : elle avait pour principe d’être fidèle en amitié, et si elle était peu aimée par les femmes qui voyaient en elle une rivale, elle attirait l’attention des hommes par sa grâce naturelle et son don inné de la danse. En janvier 1803, Fortunée participa à un bal magnifique donné à Paris par le comte Demidoff : elle dansa avec Trénitz et reçut les applaudissements des spectateurs émerveillés. À trois heures du matin, le souper était donné et la danse reprenait de plus belle pour Fortunée, qui, bien qu’épuisée, dansera jusqu’à six heures du matin.
La maison de Fortunée était devenue « une contrefaçon de ministère, on venait s’y faire inscrire, on postulait, on intriguait : c’était la cour au petit pied ». « Il y eut alors deux cours à Paris, l'une aux Tuileries, l'autre chez la citoyenne Hamelin (..) des fournisseurs, des généraux, le banquier Ouvrard, Perregaux, Montholon, Moreau, mirent leur cœur et leur fortune aux pieds de l'enchanteresse. » [réf. souhaitée] (Propos de Guénot-Lecointe.) Madame Hamelin avait énormément d’esprit et ses traits étaient répétés dans tout Paris. Un exemple : « S’il vous arrive quelque chose d’heureux, allez le raconter à vos amis, afin de jouir de leur peine ! »
Lors de son séjour en Italie en 1797, elle avait rencontré le général Bonaparte et avait été tout de suite fascinée par cet homme, qu'elle soutiendra jusqu'à Sainte-Hélène et finira par appeler « son Dieu ». [réf. souhaitée] Le futur empereur, quant à lui, gardera lui aussi une amitié sincère avec Fortunée et d'après Guénot-Lecointe, « fermant l'oreille aux méchants bruits, (Napoléon) entoura de ses bonnes grâces la créole, ce qui donna matière à de nouvelles médisances » (certains prétendent qu’ils furent amants). L'historien Jean Savant est de ceux qui attribuent la bienveillance de Napoléon envers Fortunée au fait qu'elle lui fournissait des informations recueillies dans les milieux où elle était introduite : financiers, politiciens, militaires. Il va jusqu'à préciser qu'elle reçoit pour cela un traitement mensuel de 2 000 francs, soit le double du tarif habituellement appliqué aux agents secrets. Il affirme de plus que Talleyrand aussi l'utilise et la paie. De son côté, l'ancien archiviste de la police Jacques Peuchet dénonce dans ses mémoires publiés en 1838 que Fouché essayait lui aussi d'en tirer des renseignements et, pour ce faire, « elle (madame Hamelin) imagina dès le début de faire payer ses frais de toilette par le gouvernement ».

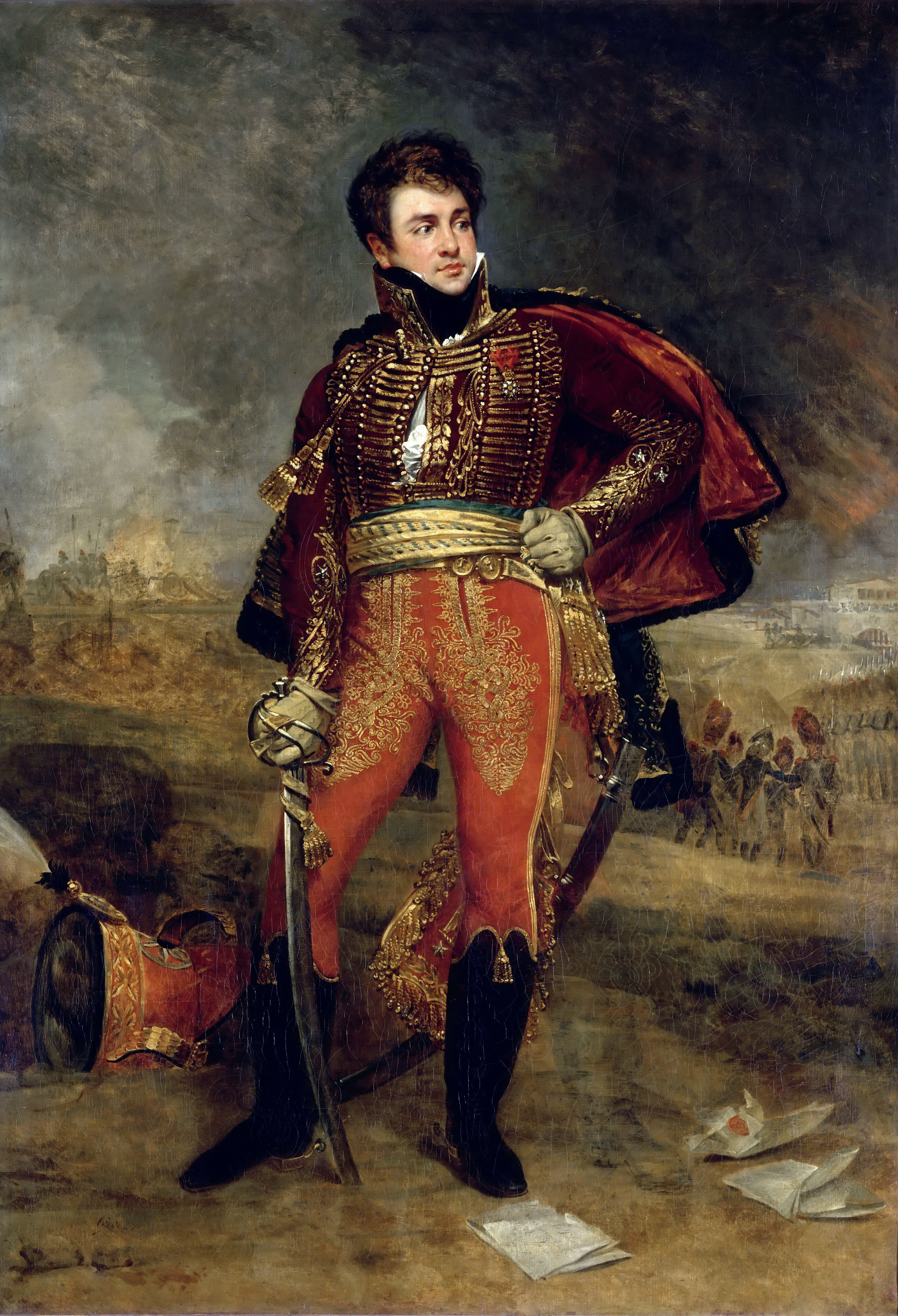
François Fournier-Sarlovèze par Antoine Jean Gros en 1812 (amant de Fortunée Hamelin)

L'empereur explique pourquoi il apprécie tant les talents de Madame Hamelin : « Je ne sais comment elle tourne sa phrase, mais je me sens disposé à bien accueillir tous ceux dont elle rapporte les paroles. Du moins ceux-là ne se plaindront pas qu'elle les envenime. » [réf. nécessaire] C’est ainsi qu'en 1811, Fortunée tenta d'intercéder en faveur d'un Chateaubriand en froid avec l'Empereur et menacé d'exil à la suite de l'épisode du discours non prononcé à l'académie française. Finalement, l'affaire se calma. Mais la jeune femme, ne sachant comment aider davantage voulut aller plus loin et élabora avec l'écrivain le projet d'un ministère des Bibliothèques qui avorta avec la chute de l'Empire.
La belle créole aimait les hommes et ne s’en cachait pas. Bonaparte étant déjà pris sentimentalement avec son amie Joséphine de Beauharnais, Madame Hamelin trouvera sa consolation dans les bras d’un hussard : François Fournier-Sarlovèze surnommé « le plus mauvais sujet de l’armée ». Il était beau garçon, possédait un caractère vif, et supportait mal l’autorité de Napoléon. De plus c’était un cavalier émérite, un grand sabreur et un amateur de duels incorrigible. Il provoquera quatorze fois le même adversaire, un certain colonel Dupont. Leurs duels successifs semblent avoir inspiré[réf. nécessaire] la nouvelle Le Duel de Joseph Conrad, elle-même à l'origine du film Les Duellistes de Ridley Scott, qui mettent en scène l’acharnement à se battre de deux adversaires sur une période de dix-neuf ans, et ce pour un motif assez futile au départ (une réprimande de Dupont vis-à-vis de Fournier). Il y aura aussi des joutes verbales entre Fortunée et François Fournier-Sarlovèze.
C'est une liaison tapageuse. La belle créole le soupçonnera de ne pas lui être fidèle, il y aura des ruptures, des cris et des larmes tout au long de la période de l’Empire jusqu’à ce que son amant commette une faute impardonnable pour Fortunée : il trahira Napoléon pour les Bourbons en 1814, et cela Fortunée ne le lui pardonnera jamais. Elle rompra avec lui pour se consoler dans les bras d’un autre homme séduisant, rencontré lors d’une soirée chez Talleyrand, le ministre de Napoléon. Il s’agit du comte Casimir de Montrond. Il était si beau que les femmes l’avaient surnommé « l’Enfant Jésus de l’Enfer ». Il était aussi l’époux divorcé de la très belle Mme de Coigny (l’héroïne du roman Aimée de Coigny, la jeune captive d’André Chénier). En effet cette dernière avait demandé la séparation de biens, après que Casimir l’eut soigneusement ruinée : c’était en effet un joueur acharné et il fallut toute la beauté irrésistible de Fortunée pour le retirer de sa table de jeux. Il n’était pas plus fidèle que ne l’était le beau François Fournier. Coureur invétéré, Casimir trouvera un jour porte close devant la chambre de la belle Mme Hamelin. Cette dernière lui interdira son lit (il était allé voir ailleurs !), mais lui conservera son amitié.

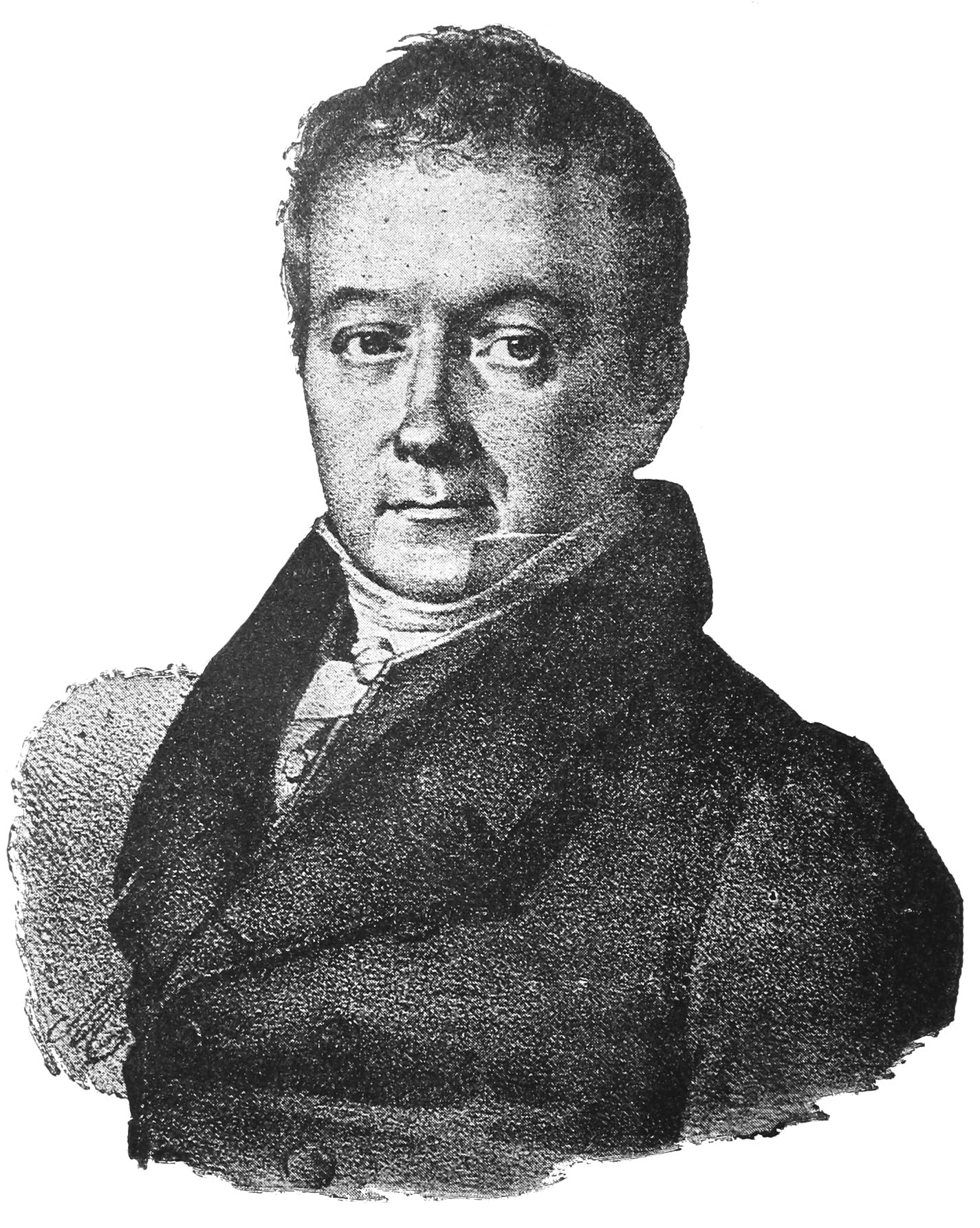
Portrait de Gabriel Julien Ouvrard (amant de Fortunée Hamelin)

La comtesse de Boigne décrivait ainsi Montrond : « c’était un singulier personnage, formé des travers du XVIIIe siècle et des vices du XIXe siècle. M. de Montrond a su pendant plus de soixante ans, côtoyer la boue, sans jamais mettre les pieds tout à fait dedans. Son existence paraissait une énigme à tous ; il jouait gros jeu, mais sans âpreté. On ne saurait dire que M. de Montrond ait joui d’aucune considération ; toutefois il était reçu partout, fêté et recherché par beaucoup de gens haut placés. Il était railleur, impitoyable, ne ménageait pas ses meilleurs amis et emportait la pièce. (il était surnommé dans le grand monde « l’âme damnée de Talleyrand », « l’aboyeur » voire « le souffleur ».
Fortunée n’aura pas à attendre longtemps avant de trouver un autre amant consolateur : depuis des années, le très riche banquier Gabriel Ouvrard était amoureux de la jeune femme. Il venait de quitter Madame Tallien (une des « Merveilleuses ») qui après lui avoir donné quatre enfants, était partie convoler en justes noces avec le prince de Caraman Chimay. Depuis longtemps, Ouvrard soupirait auprès de Madame Hamelin qui ne l’avait jamais remarqué. Mais lorsqu’il rompit avec sa maîtresse (qui était une ancienne amie de Fortunée) cette dernière accepta de réviser son jugement et l’accueillit dans son lit. Le banquier Ouvrard mit à la disposition de Fortunée sa richesse et son influence parisienne. Mais Ouvrard avait un énorme défaut aux yeux de Fortunée : il était spéculateur acharné et corrompu, et jamais Fortunée ne souhaitera profiter des tractations douteuses de son amant pour s’enrichir.
Après avoir tenu salon rue d'Hauteville sous le Directoire, Fortunée décida d’ouvrir un autre salon rue Blanche. Elle y suivit toutes les phases de l’épopée napoléonienne et reçut dans sa maison Savary, Moreau, le général Ney, et le général Junot qu’elle maria à Mlle Pernon (future duchesse d’Abrantès).
La vie auprès du banquier Ouvrard était alors bien agréable, c’est pourtant chez Fortunée qu'Ouvrard sera arrêté par la police de Fouché en 1807 ; en effet, les malversations de ce dernier devaient entraîner son arrestation et sa détention en prison pendant cinq ans. Fortunée ne pardonnera jamais à Fouché d’avoir orchestré l’arrestation de son amant dans sa maison particulière. Ce trait cruel ne l’empêchera pas de demeurer toujours aussi fidèle à l’empereur.

### La Première Restauration et les Cent-Jours: «dernier coup d'éclat»

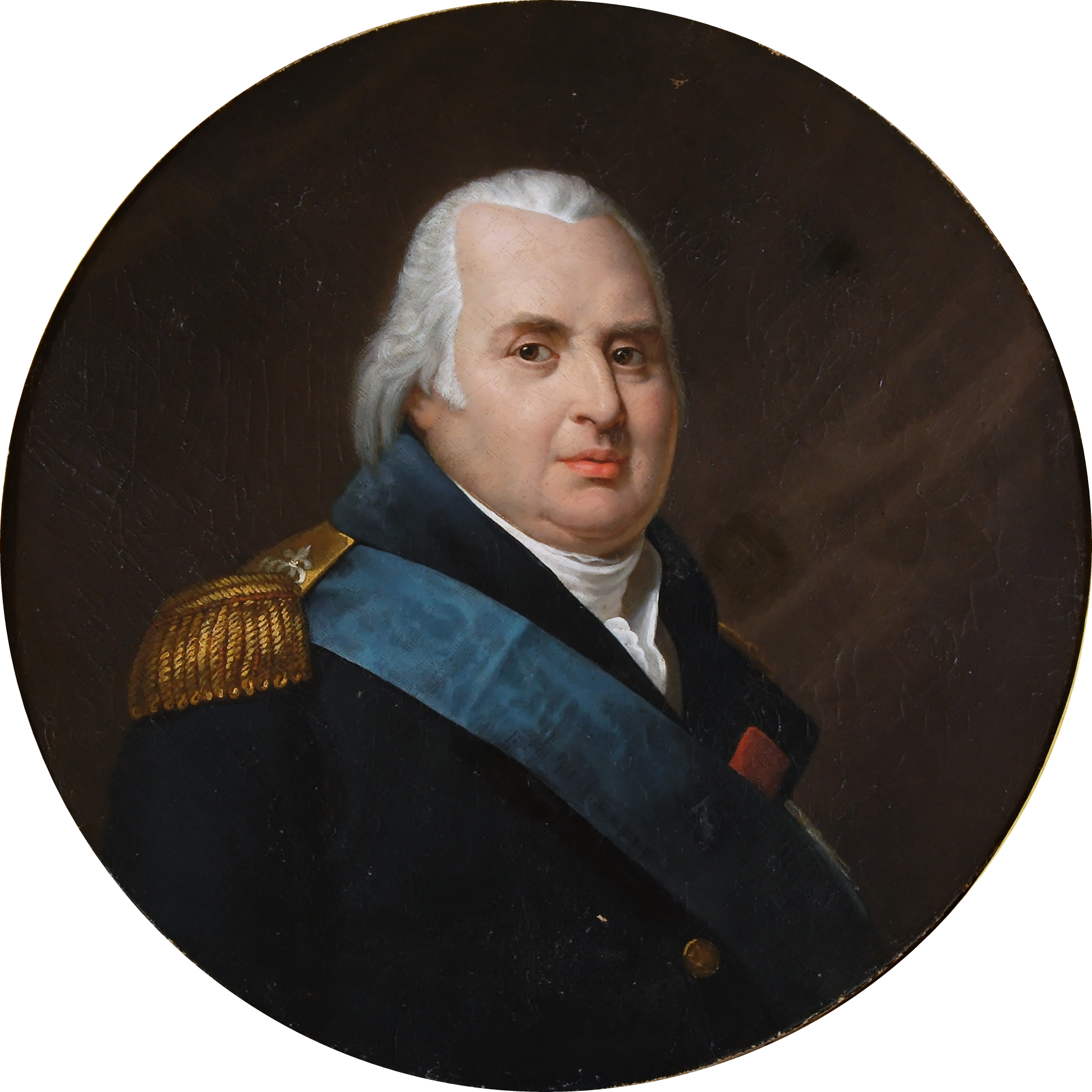
1814, Louis XVIII est en France

En 1814 a lieu le retour des Bourbons à Paris et l’abdication de Napoléon, qui est aussitôt conduit à l’île d’Elbe.
Le retour au pouvoir des Bourbons et notamment de Louis XVIII exaspérait la jeune femme. Elle se promit de libérer « son Empereur », « son Dieu », comme elle aimait le qualifier à plusieurs reprises.
Fortunée se mut alors en agent secret, et travailla au retour de l’exilé. Lorsque ce dernier s’échappa de l’île d’Elbe, Mme Hamelin fit placarder sur les murs de Paris des affiches portant le texte des trois proclamations adressées par l’Empereur à son armée et au peuple français. Quand Napoléon regagna le palais des Tuileries, la première lettre qu’il trouva sur son bureau fut une lettre de Fortunée.
Dans ses Mémoires, Mademoiselle Cochelet, lectrice de la reine Hortense, témoignera de l'action de Fortunée : « Ce furent selon les bruits du temps, les complots de Madame Hamelin et de la reine (Hortense) qui amenèrent ce merveilleux débarquement de l'île d'Elbe. »
Mais les Cent-Jours devaient prendre fin avec l’éclatante défaite de Waterloo.

### Exil à Bruxelles: l'intrigante bonapartiste

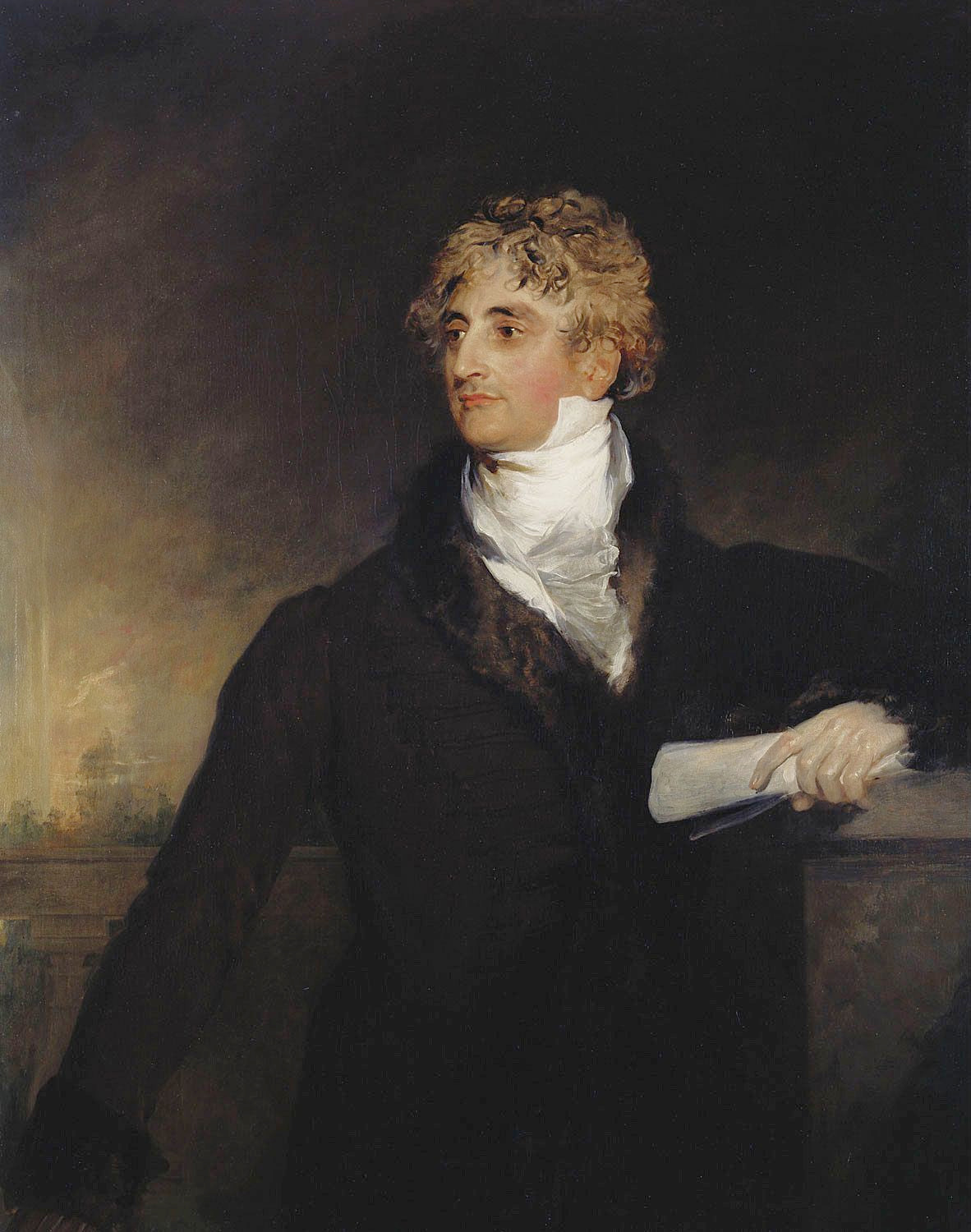
Duc de Richelieu par Thomas Lawrence en 1818 (ancien amant mis fin à l'exil de Fortunée)

Cette fois, les Bourbons, de retour d’exil, n’épargneront pas la jeune femme. Alors que Napoléon était transporté sur l’île de Sainte-Hélène, Mme Hamelin reçut l’injonction ferme et définitive de Louis XVIII de quitter Paris sur le champ.
La mort dans l’âme, Fortunée quitta Paris pour Bruxelles le 13 novembre 1815.
Croyant être partie pour quelques semaines et installée dans une simple auberge, elle y fait la rencontre de Benjamin Constant qui la persuade rapidement de louer un magnifique hôtel particulier doté d'un grand parc, rue de la Montagne du Parc (détruit) afin qu'elle puisse s'y établir durablement avec son personnel domestique et ouvrir un salon. [réf. souhaitée] Attirée par la belle créole, une société nombreuse et composée principalement de bannis français entoure peu à peu Fortunée dont des bonapartistes et d'anciens conventionnels « régicides ». On y croise notamment Cambacérès, Merlin de Douai, Barras et le peintre David... ce qui n'est pas sans effrayer la police locale. [réf. souhaitée]
Mêlée à plus d'une intrigue sans jamais cacher ses opinions politiques, Madame Hamelin par provocation exhibe toujours en sautoir un double napoléon d'or accompagné d'un bouquet de violettes séchées (signe de ralliement bonapartiste) qu'elle affirme avoir cueillie à la Malmaison. Tout en fascinant, elle continue de provoquer le scandale comme en ce mois de mars 1816, où après une arrivée remarquée dans une voiture armoriée, elle ose paraître « couverte de diamants » avec ses « reliques » bonapartistes chez le gouverneur de Bruxelles. Ce fut un triomphe !
Pourtant elle s'ennuie passablement et après deux ans d'exil, l'éloignement de la vie parisienne lui pèse de plus en plus...
C’est l’un de ses anciens amis, le duc de Richelieu qui insista auprès de Louis XVIII pour que l’exil de la jeune femme soit levé. Casimir de Montrond son ancien amant devenu un ami précieux obtiendra quant à lui le fameux passeport qui permettra à Fortunée de regagner Paris.

### Dès 1817, retour à Paris: entre espionnage et opérations immobilières

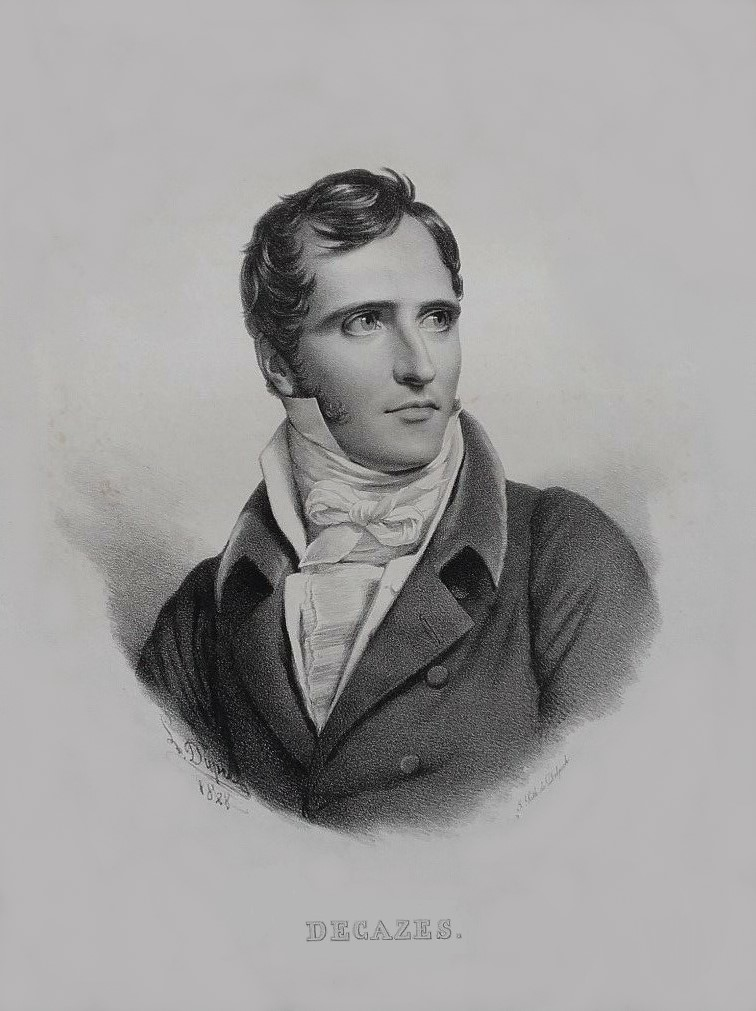
Élie Decazes en 1828 (favori de Louis XVIII)

La société parisienne retrouve Mme Hamelin. Rentrée à Paris, Fortunée retrouve son hôtel particulier de la rue Blanche, située dans le quartier à la mode de la Nouvelle Athènes et que le banquier Ouvrard avait gardé en l’état pendant son absence (il était sorti de prison). C’est dans ces lieux qu'elle anime ce qui sera son dernier salon et où par son goût de l'intrigue elle réunit aussi bien les personnalités royalistes du moment que les nostalgiques de l’Empire et les déçus de la Restauration. On y croise notamment Talleyrand, les généraux Flahaut et Girardin et le duc de Choiseul. Dans ces soirées, « C'est surtout par l'esprit que brillait Madame Hamelin ; elle n'était pas simplement spirituelle, elle était l'esprit même », témoigne la Comtesse de Bassanville.

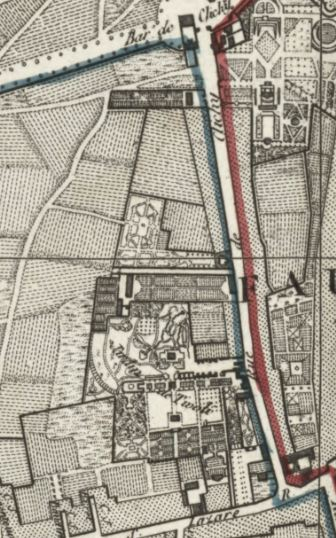
La Folie-Richelieu, rue de Clichy à l'époque où l'habitait Fortunée Hamelin (Plan Collin, 1823)

Ardente bonapartiste, elle est tout d'abord étroitement surveillée par la police de Louis XVIII. Ses voyages en Angleterre, accompagnée par le comte de Montrond et ses déplacements aux eaux de Spa, sont toujours soigneusement notés dans les carnets de la police royale. Pourtant, sachant qu'elle compte des amis dans tous les camps politiques, Madame Hamelin est approchée, de manière officieuse, par le ministère de la police. On attend d'elle qu'elle provoque les confidences, les appréciations et qu'elle obtienne les renseignements précieux que la police peine à obtenir par une voie plus officielle.
Dès 1817, elle est inscrite dans les registres du ministre Decazes, favori de Louis XVIII, sous le pseudonyme de « Madame Deschamps ». Pseudonyme qu'elle utilise pour signer ses rapports écrits à la police. De 12 000 francs par an, elle renégocie rapidement ses services à vingt puis trente puis 50 000 francs. [réf. souhaitée] Mais elle reste singulièrement inoffensive et se préoccupe beaucoup plus de servir ses amis que de nuire aux ennemis du régime. Sous Charles X, Fortunée continuera d'envoyer ses comptes rendus, du moins jusqu'à 1827 où peu à peu le ministre de l’intérieur reprend la surveillance de sa maison.
Dès 1821, elle profite de sa fortune retrouvée pour s'établir dans l'ancienne Folie-Richelieu, dans l'actuelle rue de Clichy où elle tient un salon. En 1823, elle fait l'acquisition de nouveaux terrains jouxtant dont l'ancienne folie Beaujon près de l'Arc de triomphe. Par un jeu de spéculations immobilières, elle organise peu à peu avec succès tout le lotissement du quartier de la rue Balzac, baptisé à l'époque en son honneur « quartier de l'Avenue Fortunée ».
C’est à cette époque qu’elle renoua avec Chateaubriand qui détenait alors le portefeuille des affaires étrangères et qu'elle orienta peu à peu son salon en un établissement de jeu. [réf. souhaitée] Ayant conservé « ses yeux de tropiques », « la grâce de son esprit et sa conversation pétillante, elle retint près d’elle pour un temps celui que les femmes surnommaient l’Enchanteur », en devenant l'une de ses « Madames » (terme employé par la femme de Chateaubriand pour qualifier ses maîtresses).
Elle lui rendit des services et lui se rendit coupable d’ingratitude envers elle, en ne la mentionnant même pas dans ses Mémoires. Chateaubriand était devenu (depuis peu) l’amant de Juliette Récamier, ancienne Merveilleuse du Directoire, qui ne pouvait souffrir Madame Hamelin. La querelle des deux femmes avait débuté lors d'une soirée de bal masqué de 1805 lorsque l'innocente et jolie Juliette, charmée par le comte de Montrond (l'infidèle amant de Fortunée), s'enfuit avec lui en carrosse vers la barrière de Clichy. Furieuse, Madame Hamelin qui les avait poursuivis et interceptés en se jetant pratiquement sous l'attelage du carrosse avait par la suite répandu le bruit dans le tout'Paris que Madame Récamier n’était pas aussi « virginale » que sa réputation le présageait. Juliette Récamier s’était jurée de se venger de Madame Hamelin et trouva enfin l’accomplissement de sa vengeance lorsque Chateaubriand lui demanda son avis lors de la rédaction de ses Mémoires. Tandis qu'elle en faisait avec lui la relecture, elle s’employa à y effacer systématiquement le nom de Fortunée, dès qu’il apparaissait, sur les pages manuscrites de ce qui deviendra les Mémoires d’outre-tombe. Chateaubriand laissa faire…
Après avoir perdu sa garde en 1809, Fortunée mariera finalement sa fille Léontine à un jeune veuf de 39 ans, le marquis Auguste Emmanuel de Varambon, le 24 janvier 1826 à Paris. [réf. souhaitée] Ce fut un mariage d’amour et Léontine réussit même à s’attacher la fillette née du premier mariage de son époux. Cependant Léontine exprima toujours de la rancœur contre sa mère alors qu'aux yeux du monde elle restait d'un commerce agréable. [réf. souhaitée] Le maréchal de Castellane l'appréciera ainsi : « en mai 1828, j’ai assisté à un dîner avec la fille de la célèbre Mme Hamelin, la marquise de Varambon : cette dernière plutôt jolie que laide est avant tout femme de beaucoup d’esprit ».
Son fils, Édouard Hamelin, avait été sous-lieutenant d’infanterie légère. Parti aux États-Unis pendant deux ans dès 1817, il ne revint à Paris que pour repartir vers l’île de Bourbon (île de La Réunion) où il se maria en 1822 avec Marianne Ursule Pajot, dite « Sulette », nièce de la comtesse de Villèle. Il mourra à Paris, un an après sa mère, en 1852. Les rapports de Madame Hamelin avec son fils aîné n'ont jamais eu le caractère conflictuel de ceux qu'elle entretenait avec sa fille Léontine, mais elle se plaignait souvent dans ses lettres des négligences de son fils, à qui elle demandait pourtant des nouvelles et adressait des lettres détaillées sur l’état politique de la France dans les années 1848.

### Le règne de «Philippe» et la Deuxième République: entre Montmartre et Fontainebleau, une «nouvelle» Madame de Sévigné
Dans les années 1830 et 1840, Madame Hamelin ne ressemble certes plus à son portrait exécuté par Appiani à Milan en 1798. On peut imaginer son visage désormais marqué par l'âge et la vie aventureuse, tout encadré de longues anglaises, comme les femmes en portaient à l'époque romantique, les rondeurs de la jeunesse créole devenues confortables embonpoints. Conservant sa grâce et son esprit, elle ne cesse de rédiger et d'envoyer à divers correspondants, réflexions politiques et commentaires de toute nature. Écologiste avant l'heure, elle se plaindra beaucoup des destructions causées pour la création de la voie de chemin de fer reliant Fontainebleau à Paris. [réf. nécessaire]
Son amie Hortense Allart disait d'elle à cette époque qu’« Elle était frivole à la manière de Madame de Sévigné qu'elle adorait, mais son esprit était plus élevé, plus viril, (...) que celui de Madame de Sévigné (...) Elle voyait toujours le grand côté des choses (...) mais toujours avec légèreté, car c'est elle qui unissait merveilleusement la légèreté et la grandeur. »
Anti Louis-Philipparde, elle maintient le contact avec la famille Bonaparte en exil et plus curieusement soutient certains légitimistes, ceux-ci ayant repris grâce à ses yeux depuis l'infortune de la famille royale. Parlant toujours de « Philippe » pour citer le nouveau roi des Français, elle exprimera par un jugement définitif cette époque : « Plus de Toilettes. Pour les arts, n'en parlons point, ce n'est pas pour eux l'agonie, c'est la mort. »
Enthousiasmée par la Révolution de 1848, qu'elle observa et commenta en véritable « reporter » depuis chez elle, elle n'eut pourtant pas la chance de connaître, à quelques semaines près, l’avènement de Napoléon III.
La monarchie de Juillet est d'ailleurs synonyme de changement de train de vie pour Madame Hamelin. Après un triste passage rue de l'Isly, Fortunée loge à partir de mai 1846, aux portes de Montmartre, dans un appartement donnant sur un magnifique jardin, au 37 rue de la Tour-d'Auvergne. Elle y est vite rejointe par la famille de Victor Hugo dont les soirées littéraires lui sont largement ouvertes. Elle aimera à dire qu'elle reçoit dans sa « tourelle », l'après-midi surtout, bon nombre d'invités dont Louis-Napoléon, revenu d'exil dès 1848.
Du roi « Philippe » qu'elle détestait, Madame Hamelin reçut pourtant en bail dès 1830, à Samois-sur-Seine près de Fontainebleau, les 2 hectares, 75 ares et 21 centiares de l’ermitage de la Madeleine, avec la maison, ses dépendances, son jardin et son parc, le tout pour la somme de 300 francs l'an. La vieillesse et la gêne financière arrivant, Fortunée s'y retira de plus en plus souvent. C'est là que la maladie finit par la rattraper. Elle y fréquentera de nombreuses années le couple Victor Hugo[Qui ?] ses voisins et y attirera d'éminentes personnalités artistiques et politiques de l'époque dont Chateaubriand, l'avocat Pierre-Nicolas Berryer ou encore Laure Regnaud de Saint-Jean d'Angély, son éternelle amie. [réf. souhaitée] Par ailleurs, elle se prit de tendresse pour la petite Antonia surnommée « Tony », la fille du boulanger de Samois, dont elle s’occupa jusqu'à sa mort, telle une réelle grand-mère de substitution.
Les dernières années furent difficiles. Se débattant au milieu de problèmes embrouillés de gestion immobilière ou autres, de procès qui n'en finissent pas, elle se trouve être la victime d'escrocs. Les difficultés financières, la maladie, la vieillesse, vont la conduire parfois à un désenchantement teinté de nostalgie. La présence quasi-quotidienne à l'ermitage de la Madeleine de la petite « Tony » et d'un charmant nouveau venu, Charles Cavel, seront pour elle d'un grand réconfort.
Dans les dernières années de sa vie, si Fortunée confirmait son scepticisme en matière d'immortalité, ses propos et son comportement laissent penser que ses croyances religieuses existaient, surtout lorsqu'elle tenta de ramener son ancien amant Casimir de Montrond à la foi chrétienne. On raconte qu’elle devint dévote et qu'elle prit l'abbé Petitot comme confesseur. En réalité, son comportement ne dépassa jamais le conformisme obligé de son époque et de son milieu. [réf. nécessaire] Pour preuve, sa tombe ne possède ni croix, ni parole sacrée.
Le plus dur pour Fortunée Hamelin sera que, par un cruel caprice du destin, elle verra mourir sa propre fille ainsi que tous ses amants : le premier d’entre eux, le beau Fournier, meurt à Paris le 18 janvier 1827, à l’âge de cinquante-trois ans, sans laisser de descendance.

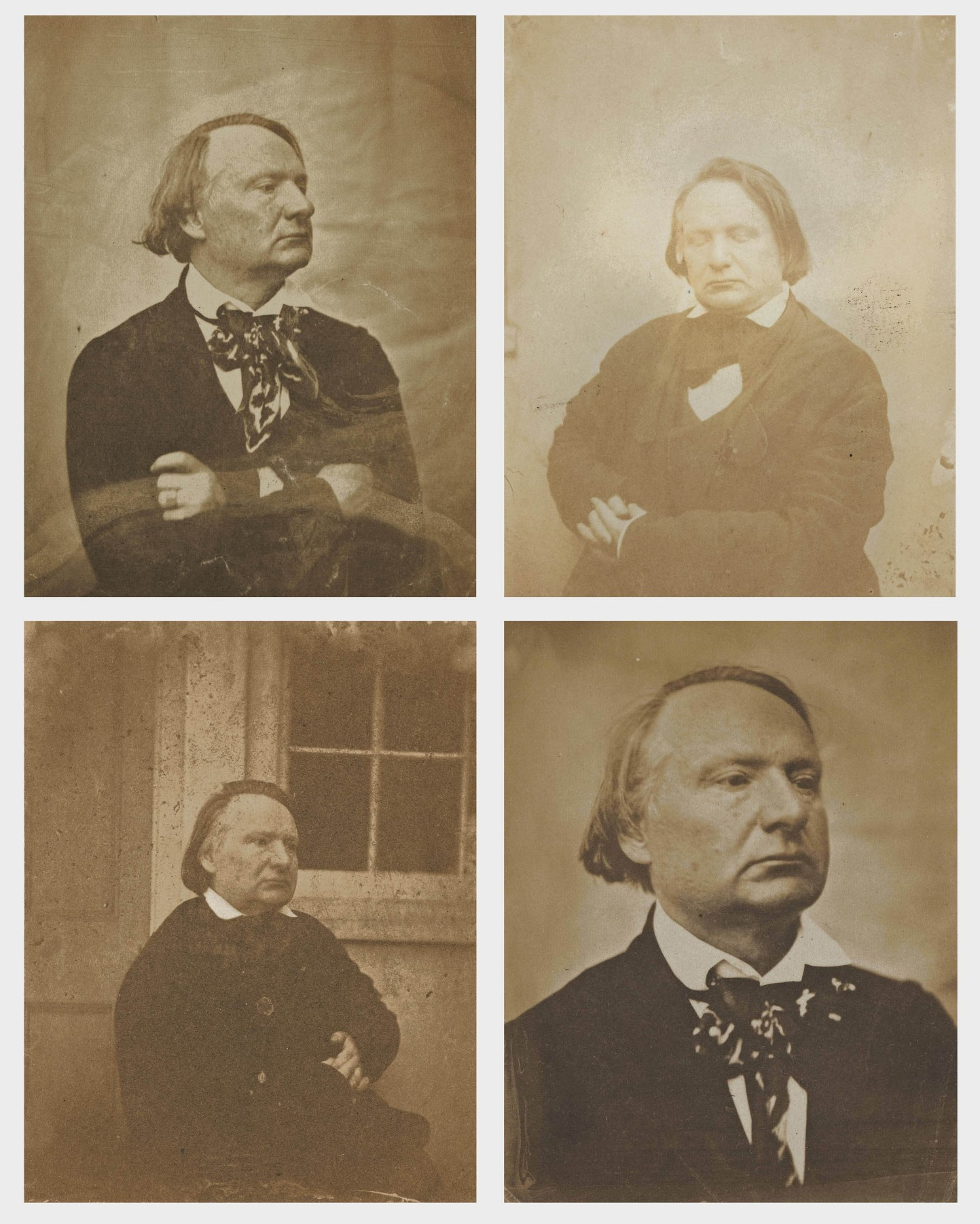
Victor Hugo, vers 1853 (Paris, Maison de Victor Hugo)

En 1833, ce fut sa fille unique Léontine, avec qui elle n'avait jamais réussi à créer un rapport harmonieux, qui mourut victime d’une crise cardiaque. Son époux le marquis de Varambon, fou de chagrin, lui élèvera un superbe tombeau au Père-Lachaise (tombeau qui hébergera Fortunée Hamelin des années plus tard).
Ensuite vint Casimir de Montrond qui meurt en 1843 « paralysé des deux bras et presque imbécile ». Quelques jours avant de mourir, il était venu la voir à son ermitage de Fontainebleau et lui avait demandé pardon de sa conduite passée. Fortunée la[Quoi ?] lui avait accordé de bon cœur. [réf. souhaitée] Lorsqu’elle apprit sa mort quelques semaines plus tard après sa visite, elle se rendit à Paris pour lui dire au revoir sur son lit de mort. Fortunée relatera ainsi dans ses lettres : « j’ai prié deux soirs avec les prêtres qui le gardaient, il était superbe, sa barbe poussée cachait les ravages de l’âge et de la maladie. Ses traits si nobles, si calmes paraissaient comme un buste de Platon, je me suis navrée comme pour épuiser mes larmes et le jour de son enterrement je suis tombée fourbue de douleur sur mon petit lit de la Madeleine. » [réf. nécessaire]
En octobre 1846, elle apprit la mort d’Ouvrard, mort exilé à Londres, complètement ruiné et à demi oublié, après avoir subi plusieurs emprisonnements pour malversations.
Puis le 4 janvier 1848, c’est René de Chateaubriand qui s’éteint à Paris à l’âge de soixante-dix-neuf ans.
La mort saisit Fortunée un soir d’avril 1851 où toujours active et friande de contacts et de mondanités, elle dînait chez l’une de ses amies, une princesse russe apparentée à la famille des Orloff[réf. nécessaire]. Elle y ressentit un malaise qui la conduira au seuil de la mort. Frappée d’apoplexie, elle put cependant recevoir les derniers sacrements avant de mourir chez elle dans sa chère « tourelle » parisienne du 37 rue de la Tour-d'Auvergne.

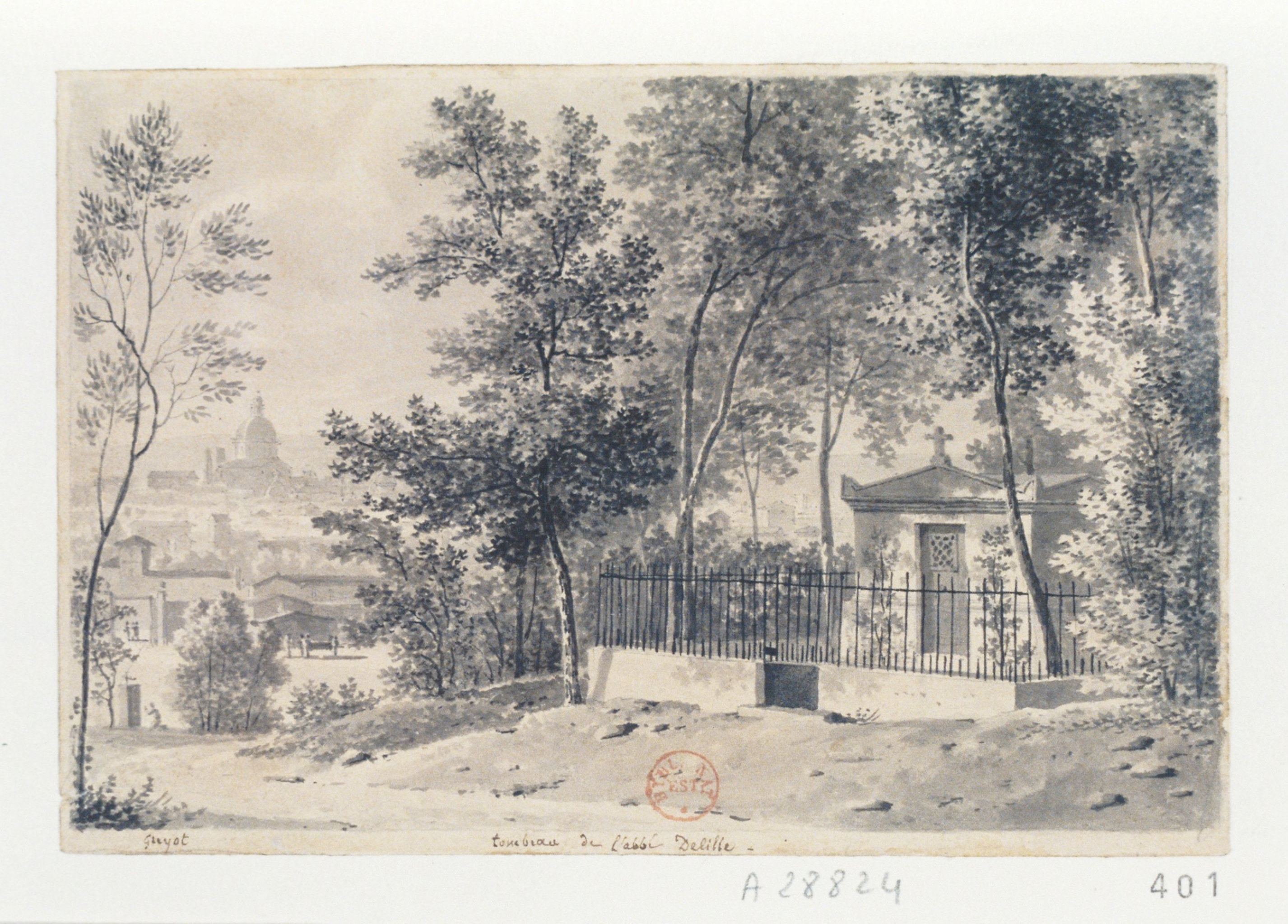
Le Père-Lachaise début XIXe siècle (Gravure Guyot)

Son corps, d’abord inhumé à Paris au cimetière Montmartre, sera rapidement[Quand ?] transféré au cimetière du Père-Lachaise dans le caveau créé pour sa fille, situé encore aujourd'hui chemin Talma, dans la 11e division. C'est ainsi qu'elle repose dorénavant, dans la paix de la mort, en compagnie de sa fille Léontine marquise de Varambon avec qui elle était fâchée, de son mari Romain Hamelin dont elle était pourtant séparée depuis 1804 et de son fils Édouard, toujours absent, accompagné de sa bru Ursule Pajot, dite « Sulette », qu'elle ne connut jamais, et que son fils rencontra à l'île Bourbon. Il mourut en 1852.
Dans Le Constitutionnel du 8 mai 1851, son amie Sophie Gay rédige une notice nécrologique élogieuse .
Dans Le Journal des débats du 18 juillet 1856, cinq ans après la mort de Madame Hamelin, l'académicien Salvandy s'est exprimé ainsi à son sujet : « Une étrangère, une Américaine (nom donné aux colons des Antilles), arriva sur la terre de France, jeune, belle, éprise de notre littérature, de nos arts, de notre société (...) Elle avait retenu autour d'elle les esprits les plus diverses, les éléments qu'on aurait pu croire étrangers entre eux, l'Empire et la Royauté, l'Institut et le grand monde (...) un des rares salons où se maintenait la conversation à travers tout le mouvement de la société d'aujourd'hui. »

## Iconographie
Son portrait le plus connu a été réalisé à Milan par Andrea Appiani en 1798. Il est exposé au musée Carnavalet (p. 1685).